# Cyaniris bangkaiensis
Cyaniris bangkaiensis är en fjärilsart som beskrevs av Ribbe 1926. Cyaniris bangkaiensis ingår i släktet Cyaniris och familjen juvelvingar. Inga underarter finns listade i Catalogue of Life.